# Рудник Будьонновське 6, 7
Рудник Будьонновське 6, 7 – гірничодобувне підприємство на півдні Казахстану, яке здійснює видобуток урану з унікального родовища Будьонновське. 
Будьонновське розділене на кілька ділянок, при цьому ділянки №6 та №7 дістались спільному підприємству «Будёновское», засновниками якого є казахський державний концерн «Казатомпром» (51%) та Степногорський гірничо-хімічний комбінат (СГХК, 49%). Станом на 2017 рік СГХК належав бізнесменам Василію Анісімову та Якову Клебанову, а з 2023-го перейшов під контроль російського «Росатому». Можливо відзначити, що інші ділянки родовища Будьоннівське розробляють компанії «Каратау» та «Акбастау», інвестором яких станом на 2023 рік також виступає «Росатом». 
Уран видобувають методом підземного вилуговування, при цьому товарною продукцією виступає закис-окис урану. В 2021-му спорудили першу технологічну свердловину, на 2022-й припав початок закачування кислоти, а в лютому 2023-го отримали першу товарну продукцію. Рудник має проектну потужність у 6000 тон, яку планують досягнути в 2026 році.
Станом на кінець 2021 року ресурси ділянок 6 та 7 оцінювались у 120 тисяч тон урану, а видобуток планувалось вести до 2045 року.